# Rajdowe Samochodowe Mistrzostwa Polski 2020

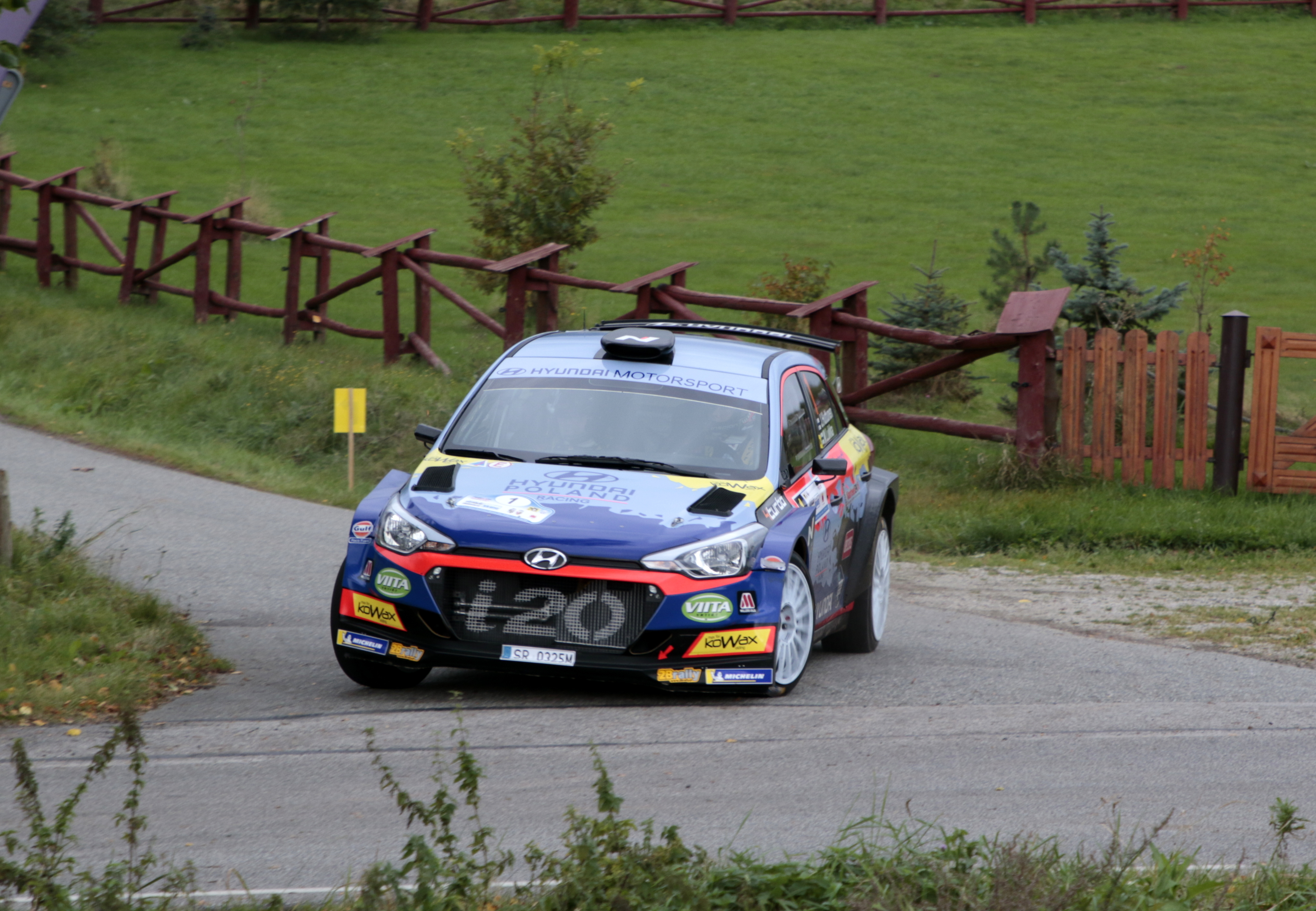
Mistrz Polski 2020 Fin Jari Huttunen podczas Rajdu Świdnickiego

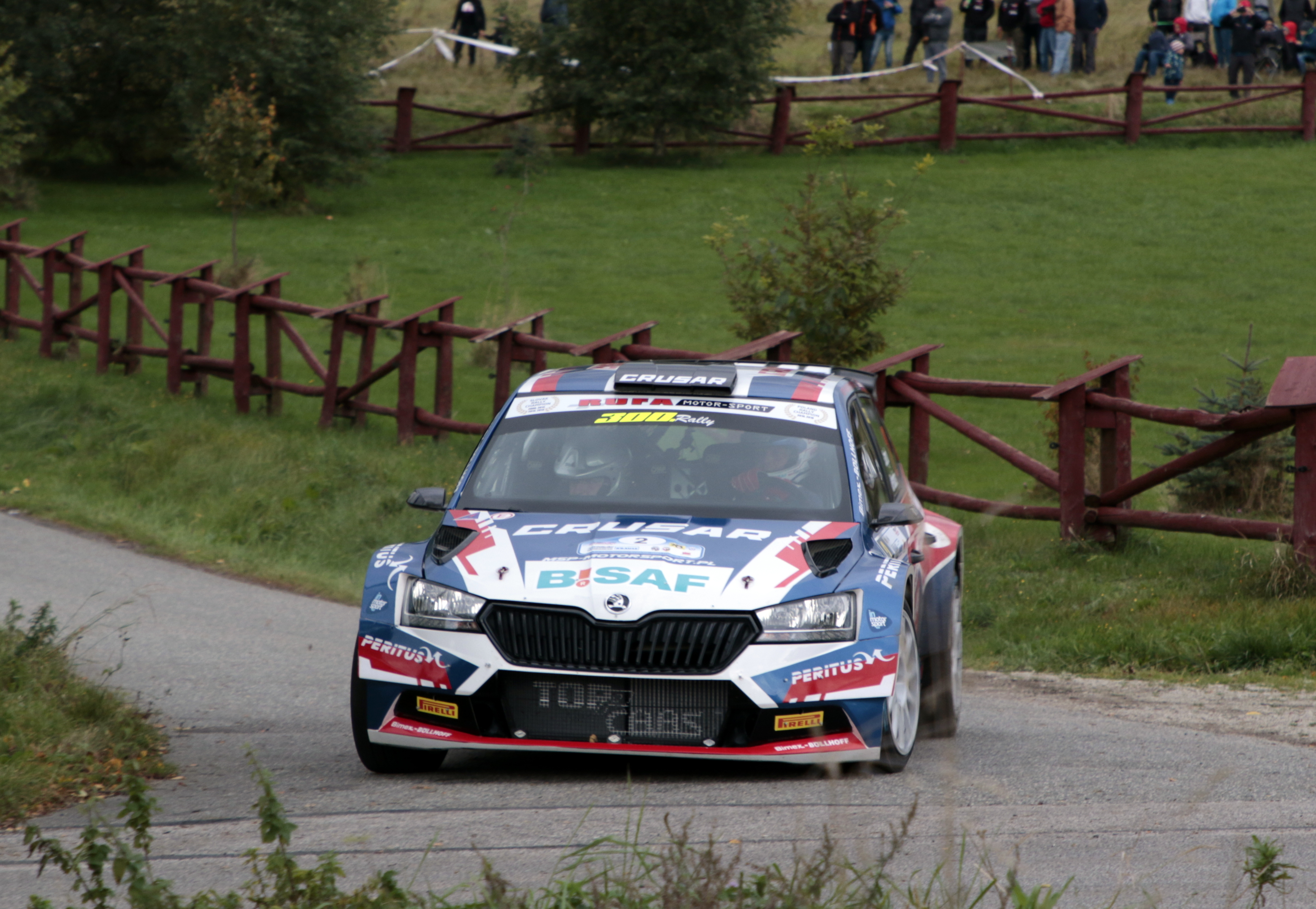
Wicemistrz Polski RSMP w sezonie 2020 Grzegorz Grzyb

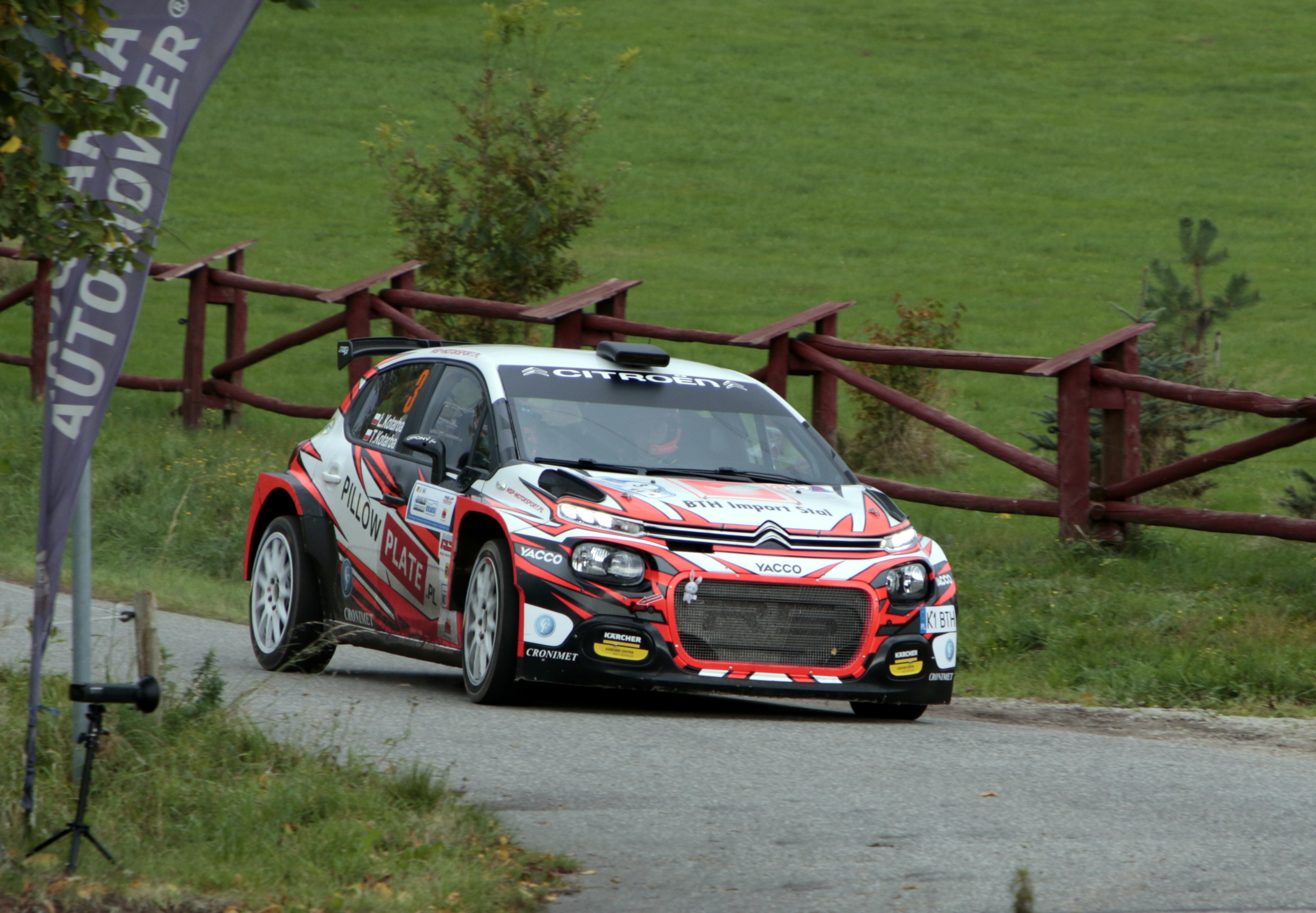
Trzeci zawodnik mistrzostw Polski 2020 Łukasz Kotarba

Rajdowe Samochodowe Mistrzostwa Polski 2020 to kolejny sezon rajdów samochodowych rozgrywanych w roku 2020, mających na celu wyłonienie najlepszego kierowcy wraz z pilotem na polskich drogach. W sezonie 2020 nastąpiła zmiana w punktacji rajdów i tak od tego sezonu będzie punktowało pierwszych piętnastu zawodników. Ta punktacja była stosowana niezależnie od frekwencji w rajdzie. Schemat to: 30, 24, 21, 19, 17, 15, 13, 11, 9, 7, 5, 4, 3, 2, 1. Punkty za Power Stage pozostały niezmiennie, otrzymywało je pierwszych pięciu zawodników. Od tego roku obowiązywał również przepis, który mówi, aby zostać umieszczonym w tabeli końcowej w klasyfikacji generalnej, należy wystartować w minimum czterech rajdach, a nie jak do tej pory zostać sklasyfikowanym w dwóch.
W sezonie 2020 w ramach RSMP zostanie rozegrany tzw. Puchar Debiutanta, dla kierowców posiadających licencję stopnia RN, będą w nim dopuszczone tylko samochody z napędem na jedną oś. Nagrodą dla zwycięzcy będzie zwolnienie z wpisowego w kolejnym sezonie RSMP. Harmonogram Pucharu w tym sezonie składać się będzie z czterech rund: Rajd Świdnicki-KRAUSE, Rajd Nadwiślański, Rajd Rzeszowski (tylko drugi etap rajdu) i Rajd Śląska.
Mistrzostwo Polski w tym sezonie zdobył fiński zawodnik Jari Huttunen, który wygrał dwie z trzech eliminacji i raz był drugi. Drugie miejsce zajął polski kierowca Grzegorz Grzyb, dla którego było to drugie wicemistrzostwo Polski w karierze (2014, 2020). Trzecie miejsce w klasyfikacji generalnej zajął, po raz pierwszy na podium, Łukasz Kotarba.

## Kalendarz[3]
Z powodu ogólnoświatowej pandemii COVID-19 planowany sezon uległ poważnym zmianom. Trzy rajdy odwołano, a jeden, na Litwie, wycofano z kalendarza RSMP. W porównaniu do ubiegłego sezonu w tym zabrakło Rajdu Dolnośląskiego, który początkowo był planowany na zakończenie finału sezonu, ostatecznie został zastąpiony Rajdem Koszyc, odbywającym się na Słowacji, który i tak został odwołany. Planowana była jeszcze jedna runda odbywająca się za granicami Polski, która początkowo została zamieniona z ubiegłorocznego Rajdu Elektreny na Rajd Žemaitija, której gospodarzem miała być Litwa, ale ten rajd ostatecznie nie został doliczony do kalendarza RSMP. 
| Runda | Data               | Nazwa rajdu               | Baza rajdu | Nawierzchnia | Zwycięzca                |
| ----- | ------------------ | ------------------------- | ---------- | ------------ | ------------------------ |
| -     | 8–10 maja          | 8. Rajd Nadwiślański      | Puławy     | Asfalt       | odwołany                 |
| -     | 5–6 czerwca        | Rajd Žemaitija 2020       | Kielmy     | Szuter       | wypadł z kalendarza RSMP |
| -     | 26–28 czerwca      | 77. Rajd Polski           | Mikołajki  | Szuter       | odwołany                 |
| 1     | 6–8 sierpnia       | 30. Rajd Rzeszowski       | Rzeszów    | Asfalt       | Jari Huttunen            |
| 2     | 11–12 września     | 4. Rajd Śląska            | Chorzów    | Asfalt       | Jari Huttunen            |
| 3     | 2–4 października   | 48. Rajd Świdnicki KRAUSE | Świdnica   | Asfalt       | Grzegorz Grzyb           |
| -     | 16–18 października | 46. Rajd Koszyc           | Koszyce    | Asfalt       | odwołany                 |

## Zgłoszeni kierowcy
Poniższa lista zgłoszeń obejmuje tylko zawodników jeżdżących samochodami najwyższej grupy R5 i RGT (klasa 2) oraz niektórych z klasy Open.
| Producent  | Samochód               | Kierowca            | Pilot                       |
| ---------- | ---------------------- | ------------------- | --------------------------- |
| Citroën    | Citroën C3 R5          | Łukasz Kotarba      | Tomasz Kotarba              |
| Fiat       | Abarth 124 Rally RGT   | Dariusz Poloński    | Łukasz Sitek                |
| Ford       | Ford Fiesta R5         | Marek Nowak         | Adam Grzelka                |
| Ford       | Ford Fiesta R5         | Marek Nowak         | Grzegorz Dachowski          |
| Ford       | Ford Fiesta R5         | Adam Stec           | Dariusz Zdanowicz           |
| Ford       | Ford Fiesta R5 MkII    | Jarosław Kołtun     | Ireneusz Pleskot            |
| Ford       | Ford Fiesta Proto      | Wojciech Chuchała   | Łukasz Włoch                |
| Ford       | Ford Fiesta Proto      | Łukasz Kabaciński   | Michał Kuśnierz             |
| Ford       | Ford Fiesta Proto      | Tomasz Terlikowski  | Dariusz Burkat              |
| Ford       | Ford Fiesta Proto      | Jacek Jurecki       | Michał Trela                |
| Ford       | Ford Fiesta Proto      | Aleksander Terlecki | Daniel Dymurski             |
| Hyundai    | Hyundai i20 R5         | Jari Huttunen       | Mikko Lukka                 |
| Hyundai    | Hyundai i20 R5         | Marcin Słobodzian   | Robert Hundla               |
| Hyundai    | Hyundai i20 R5         | Łukasz Byśkiniewicz | Zbigniew Cieślar            |
| Škoda      | Škoda Fabia Rally2 evo | Grzegorz Grzyb      | Michał Poradzisz            |
| Škoda      | Škoda Fabia Rally2 evo | Sylwester Płachytka | Daniel Dymurski             |
| Škoda      | Škoda Fabia Rally2 evo | Adrian Chwietczuk   | Marcin Hinz                 |
| Škoda      | Škoda Fabia Rally2 evo | Adrian Chwietczuk   | Jarosław Baran              |
| Škoda      | Škoda Fabia Rally2 evo | Kacper Wróblewski   | Jakub Wróbel                |
| Škoda      | Škoda Fabia Proto      | Artur Rowiński      | Magdalena Tokarska-Rowińska |
| Škoda      | Škoda Fabia Proto      | Artur Rowiński      | Łukasz Zapart               |
| Škoda      | Škoda Fabia R5         | Łukasz Kabaciński   | Michał Kuśnierz             |
| Volkswagen | Volkswagen Polo GTI R5 | Tomasz Kasperczyk   | Damian Syty                 |
| Volkswagen | Volkswagen Polo GTI R5 | Kacper Wróblewski   | Jakub Wróbel                |
| Volkswagen | Volkswagen Polo GTI R5 | Daniel Chwist       | Kamil Heller                |

## Wyniki
| Runda | Nazwa Rajdu                                       | Podium  | Podium              | Podium                 | Podium    |
| Runda | Nazwa Rajdu                                       | Miejsce | Kierowca            | Samochód               | Czas      |
| ----- | ------------------------------------------------- | ------- | ------------------- | ---------------------- | --------- |
| 1     | Rajd Rzeszowski (6–8 sierpnia) — Wyniki           | 1       | Jari Huttunen       | Hyundai i20 R5         | 1:13:50,7 |
| 1     | Rajd Rzeszowski (6–8 sierpnia) — Wyniki           | 2       | Grzegorz Grzyb      | Škoda Fabia Rally2 evo | +8,6      |
| 1     | Rajd Rzeszowski (6–8 sierpnia) — Wyniki           | 3       | Marcin Słobodzian   | Hyundai i20 R5         | +53,7     |
|       |                                                   |         |                     |                        |           |
| 2     | Rajd Śląska (10–12 września) — Wyniki             | 1       | Jari Huttunen       | Hyundai i20 R5         | 52:30,5   |
| 2     | Rajd Śląska (10–12 września) — Wyniki             | 2       | Grzegorz Grzyb      | Škoda Fabia Rally2 evo | +7,3      |
| 2     | Rajd Śląska (10–12 września) — Wyniki             | 3       | Tomasz Kasperczyk   | Volkswagen Polo GTI R5 | +32,3     |
|       |                                                   |         |                     |                        |           |
| 3     | Rajd Świdnicki KRAUSE (2–4 października) — Wyniki | 1       | Grzegorz Grzyb      | Škoda Fabia Rally2 evo | 1:10:50,9 |
| 3     | Rajd Świdnicki KRAUSE (2–4 października) — Wyniki | 2       | Jari Huttunen       | Hyundai i20 R5         | +19,8     |
| 3     | Rajd Świdnicki KRAUSE (2–4 października) — Wyniki | 3       | Sylwester Płachytka | Škoda Fabia Rally2 evo | +21,9     |
|       |                                                   |         |                     |                        |           |

## Końcowa klasyfikacja kierowców RSMP 2020[15]
Punkty otrzymuje 15 pierwszych zawodników, którzy ukończą rajd według klucza:
| Miejsce | 1  | 2  | 3  | 4  | 5  | 6  | 7  | 8  | 9 | 10 | 11 | 12 | 13 | 14 | 15 |
| Punkty  | 30 | 24 | 21 | 19 | 17 | 15 | 13 | 11 | 9 | 7  | 5  | 4  | 3  | 2  | 1  |

Dodatkowe punkty zawodnicy zdobywają za ostatni odcinek specjalny zwany Power Stage, punktowany: za zwycięstwo – 5, drugie miejsce – 4, trzecie – 3, czwarte – 2 i piąte – 1 punkt. 
| Miejsce | 1 | 2 | 3 | 4 | 5 |
| Punkty  | 5 | 4 | 3 | 2 | 1 |

W tabeli uwzględniono miejsce, które zajął zawodnik w poszczególnym rajdzie, a w indeksie górnym umieszczono miejsce uzyskane na ostatnim dodatkowo punktowanym odcinku specjalnym tzw. Power Stage. W klasyfikacji rocznej RSMP sklasyfikowani byli zawodnicy, którzy ukończyli co najmniej dwa rajdy (pkt. 19.1 regulaminu RSMP 2014).
| Poz. | Kierowca             | Rzeszowski | Śląska | Świdnicki | Suma punktów |
| ---- | -------------------- | ---------- | ------ | --------- | ------------ |
| 1    | Jari Huttunen        | 12         | 1      | 2         | 93           |
| 2    | Grzegorz Grzyb       | 23         | 2      | 1         | 85           |
| 3    | Łukasz Kotarba       | 5          | 5      | 54        | 53           |
| 4    | Łukasz Byśkiniewicz  | 4          | 4      | 83        | 52           |
| 5    | Marcin Słobodzian    | 35         | 134    | 61        | 47           |
| 6    | Tomasz Kasperczyk    | 451        | 35     | 7         | 44           |
| 7    | Jarosław Szeja       | 6          | 9      | 13        | 27           |
| 8    | Kacper Wróblewski    | 184        | 143    | 42        | 26           |
| 9    | Marek Nowak          | 8          | 12     | 9         | 24           |
| 10   | Jarosław Kołtun      | NU         | 7      | 11        | 18           |
| 11   | Jacek Jurecki        | 50         | 6      | 16        | 15           |
| 12   | Michał Pryczek       | 7          | 16     | 23        | 13           |
| 13   | Adrian Chwietczuk    | NU         | 11     | 10        | 12           |
| 14   | Szymon Cieślak       | 9          | 28     | 22        | 9            |
| 15   | Maciej Lubiak        | 10         | 18     | NU        | 7            |
| 16   | Wojciech Chuchała    | NU         | 10     | NU        | 7            |
| 17   | Tomasz Terlikowski   | 11         | 15     | NU        | 6            |
| 18   | Radosław Typa        | 12         | 19     | 15        | 5            |
| 19   | Adam Stec            | NU         | 42     | 12        | 4            |
| 20   | Artur Rowiński       | NU         | NU     | 14        | 2            |
| 21   | Grzegorz Bonder      | 15         | 23     | 17        | 1            |
| NK   | Sylwester Płachytka  | NU         |        | 35        | 22           |
| NK   | Daniel Chwist        |            | 8      | NU        | 11           |
| NK   | Jacek Polok          | 13         |        |           | 3            |
| NK   | Krzysztof Brzozowski | 14         | NU     |           | 2            |
| Poz. | Kierowca             | Rzeszowski | Śląska | Świdnicki | Suma punktów |

| Kolor     | Opis                   |
| --------- | ---------------------- |
| Złoty     | Zwycięzca              |
| Srebrny   | 2 miejsce              |
| Brązowy   | 3 miejsce              |
| Zielony   | Punktowane miejsce     |
| Niebieski | Ukończył nie punktował |
| Fioletowy | Nie ukończył NU        |
| Fioletowy | Nie klasyfikowany NK   |
| Czarny    | Wykluczony X           |
| Biały     | Nie wystartował NW     |
| Puste     | Nie brał udziału       |

## Statystyki sezonu 2020[16]
Zwycięzcy odcinków specjalnych
| Lp. | Kierowca            | Liczba |
| --- | ------------------- | ------ |
| 1   | Jari Huttunen       | 13     |
| 2   | Grzegorz Grzyb      | 6      |
| 3   | Marcin Słobodzian   | 3      |
| 4   | Tomasz Kasperczyk   | 2      |
| 5   | Łukasz Byśkiniewicz | 1      |

Liderzy rajdu
| Lp. | Kierowca          | Liczba |
| --- | ----------------- | ------ |
| 1   | Jari Huttunen     | 13     |
| 2   | Grzegorz Grzyb    | 11     |
| 3   | Tomasz Kasperczyk | 1      |

## Zwycięzcy klas, zespoły i kluby
W wykazach przedstawiających zwycięzców poszczególnych klas pogrubioną czcionką zaznaczono kierowców i pilotów, którzy zdobyli tytuły mistrza, wicemistrza i drugiego wicemistrza Polski. Zgodnie z regulaminem, mistrzowski tytuł jest przyznawany w klasie, w której jest minimum trzech sklasyfikowanych. Wicemistrzostwo przyznawane jest przy minimum pięciu sklasyfikowanych, a drugie wicemistrzostwo przy minimum siedmiu sklasyfikowanych.

### Punktacja RSMP – Klasyfikacja 2WD[17][18]
| Msc | Kierowca         | Pilot         | Punkty |
| --- | ---------------- | ------------- | ------ |
| 1   | Radosław Typa    | -             | 82     |
| 2   | Szymon Cieślak   | Paweł Pochroń | 56     |
| 3   | Maciej Mularczyk | Michał Paciej | 56     |

### Punktacja RSMP – Klasyfikacja w klasie 2[19][18]
| Msc | Kierowca       | Pilot            | Punkty |
| --- | -------------- | ---------------- | ------ |
| 1   | Jari Huttunen  | Mikko Lukka      | 84     |
| 2   | Grzegorz Grzyb | Michał Poradzisz | 78     |
| 3   | Łukasz Kotarba | Tomasz Kotarba   | 51     |

### Punktacja RSMP – Klasyfikacja w klasie Open 4WD[20][18]
| Msc | Kierowca       | Pilot               | Punkty |
| --- | -------------- | ------------------- | ------ |
| 1   | Jarosław Szeja | Marcin Szeja        | 84     |
| 2   | Jacek Jurecki  | Michał Trela        | 60     |
| 3   | Marcin Kowal   | Sebastian Lenkowski | 49     |

### Punktacja RSMP – Klasyfikacja w klasie HR2[21][18]
| Msc | Kierowca       | Pilot             | Punkty |
| --- | -------------- | ----------------- | ------ |
| 1   | Michał Pryczek | Jacek Pryczek     | 90     |
| 2   | Marek Gaciarz  | Arkadiusz Skorupa | 63     |
| 3   | Paweł Grzywacz | Błażej Czekan     | 48     |

### Punktacja RSMP – Klasyfikacja w klasie 3[22][18]
| Msc | Kierowca        | Pilot         | Punkty |
| --- | --------------- | ------------- | ------ |
| 1   | Marek Mularczyk | Michał Paciej | 90     |
| 2   | Tomasz Wilk     | -             | 45     |
| 3   | Jacek Michalski | Adam Binięda  | 24     |

### Punktacja RSMP – Klasyfikacja w klasie 4[23][18]
| Msc | Kierowca        | Pilot         | Punkty |
| --- | --------------- | ------------- | ------ |
| 1   | Radosław Typa   | -             | 75     |
| 2   | Szymon Cieślak  | Paweł Pochroń | 60     |
| 3   | Grzegorz Bonder | Jakub Gerber  | 60     |

### Punktacja RSMP – Klasyfikacja w klasie Open 2WD[24][18]
| Msc | Kierowca         | Pilot             | Punkty |
| --- | ---------------- | ----------------- | ------ |
| 1   | Szymon Rusin     | Paweł Ferdek      | 78     |
| 2   | Sebastian Teter  | Michał Marczewski | 75     |
| 3   | Paweł Zakrzewski | -                 | 40     |

### Punktacja RSMP – Klasyfikacja w klasie Open 2WD-[25][18]
| Msc | Kierowca         | Pilot            | Punkty |
| --- | ---------------- | ---------------- | ------ |
| 1   | Adam Sroka       | Krystian Woźniak | 60     |
| 2   | Michał Kozłowski | Wojciech Habuda  | 24     |

### Punktacja RSMP – Klasyfikacja w klasie HR3[26][18]
| Msc | Kierowca       | Pilot             | Punkty |
| --- | -------------- | ----------------- | ------ |
| 1   | Marcin Gaciarz | -                 | 66     |
| 2   | Adam Sidor     | Paweł Piczak      | 64     |
| 3   | Arkadiusz Kula | Małgorzata Opałka | 60     |

### Punktacja RSMP – Klasyfikacja w klasie HR4[27][18]
| Msc | Kierowca         | Pilot               | Punkty |
| --- | ---------------- | ------------------- | ------ |
| 1   | Michał Różycki   | -                   | 75     |
| 1   | Grzegorz Ciombor | Marcin Borycki      | 75     |
| 3   | Jerzy Smagała    | Maciej Miklaszewski | 73     |

### Punktacja RSMP – Klasyfikacja w klasie HR BMW[28][18]
| Msc | Kierowca             | Pilot                 | Punkty |
| --- | -------------------- | --------------------- | ------ |
| 1   | Jakub Wolski         | Bartosz Krawiec       | 84     |
| 2   | Wojciech Goździewicz | Joanna Madej-Smolarek | 75     |
| 3   | Michał Słupski       | Krzysztof Mazur       | 61     |

### Punktacja RSMP – Klasyfikacja klubowa[29][18]
| Msc | Klub                     | Punkty |
| --- | ------------------------ | ------ |
| 1   | Automobilklub Polski     | 270    |
| 2   | Automobilklub Śląski     | 237    |
| 3   | Automobilklub Galicyjski | 190    |

### Punktacja RSMP – Klasyfikacja Zespołów Sponsorskich[30][18]
| Msc | Zespół                | Punkty |
| --- | --------------------- | ------ |
| 1   | Rallytechnology       | 128    |
| 2   | APR Motorsport        | 114    |
| 3   | Hyundai Poland Racing | 90     |

### Punktacja RSMP – Klasyfikacja Zespołów Producenckich[31][18]
| Msc | Zespół  | Punkty |
| --- | ------- | ------ |
| 1   | Hyundai | 90     |
| 2   | Subaru  | 72     |